# Eight Ash Green
 (avril 2023).
Eight Ash Green est un village et une paroisse civile de l'Essex, en Angleterre.